# Travnik (Berg)
Der Travnik ist ein Berg in den Julischen Alpen in Slowenien mit einer Höhe von 2379 m. i. J.
Er erhebt sich mit einer mächtigen Nordwand über den Planica-Tal (deutsch Ratschach-Matten) und liegt am Verbindungsgrat zwischen Mojstrovka im Osten und Jalovec im Westen. Der Gipfel ist am leichtesten von Osten über den Vršičpass zu erreichen. Durch die Nordwand führt die Aschenbrennerroute (V-VI UIAA), welche von Peter Aschenbrenner und Hermann Tiefenbrunner im Jahr 1934 erstbegangen wurde und damals eine der schwersten Klettereien in den Julischen Alpen war.